# Председник Републике Словеније
Република Словенија је од 1991. до сада имала пет председника.
Председници Републике Словеније:
|            |                     |                    |                    |                    |                    |
| Председник | Милан Кучан         | Јанез Дрновшек     | Данило Тирк        | Борут Пахор        | Наташа Пирц Мусар  |
| од         | 23. децембра 1991.  | 22. децембра 2002. | 23. децембра 2007. | 23. децембра 2012. | 23. децембра 2022. |
| до         | 22. децембра 2002.  | 23. децембра 2007. | 22. децембра 2012. | 23. децембра 2022. | на дужности        |
| изабран    | 1990. 1992. и 1997. | 2002.              | 2007.              | 2012. и 2017.      | 2022.              |